# 캡틴 콜드

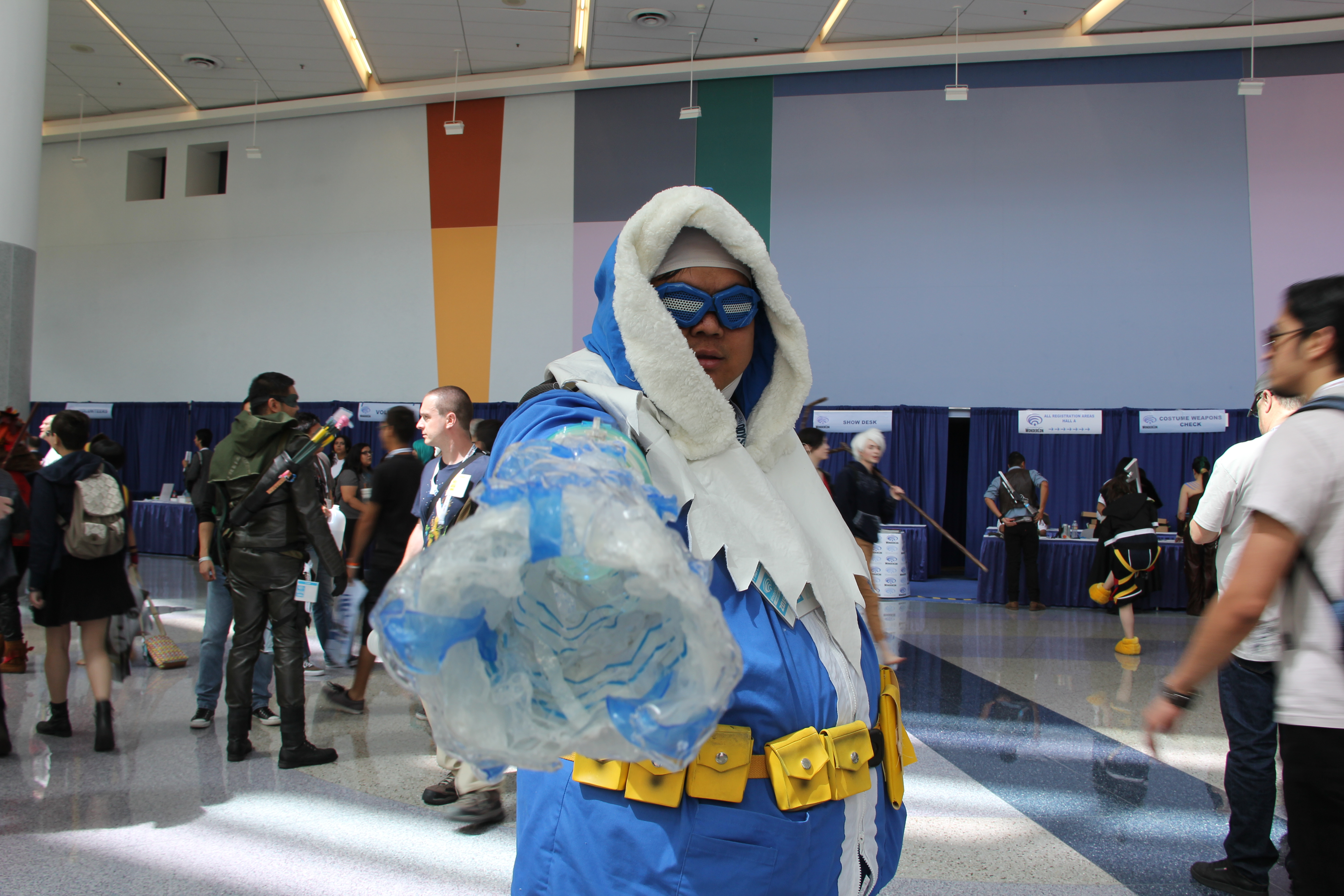

캡틴 콜드(영어: Captain Cold)는 DC 코믹스의 슈퍼빌런 캐릭터로, 본명은 레너드 스나트(Leonard Snart)이다. 주로 플래시의 악당으로 등장하며, 직업은 현상금 사냥꾼. 냉동총(콜드건)을 무기로 사용한다. 1957년 6월 《쇼케이스》 8호에 처음 등장했고, 존 브룸과 카마인 인팬티노가 공동 창작하였다.

## 담당 배우

### TV 드라마
- 초인 플래시(1990) - 마이클 챔피언(레너드 윈터스)
- 플래시(2014) - 웬트워스 밀러
  - 레전즈 오브 투모로우(2016) - 웬트워스 밀러

## 담당 성우

### TV 애니메이션
- 저스티스 리그 언리미티드(2004) - 렉스 랭
- 배트맨 더 브레이브(2008) - 스티븐 블룸
- 영 저스티스(2010) - 앨런 튜딕
- 저스티스 리그 액션(2017)

### 장편 애니메이션
- 저스티스 리그: 더 뉴 프런티어(2008) - 제임스 아널드 테일러
- 슈퍼맨/배트맨: 공공의 적(2009) - 마이클 고프
- 저스티스 리그: 플래시포인트 패러독스(2013) - 대니 제이컵스
- JLA 어드벤처: 시간에 갇히다(2014) - 코리 버튼
- 레고 DC 코믹스 슈퍼히어로: 저스티스 리그 대 비자로 리그(2015) - 케빈 마이클 리처드슨

### 비디오 게임
- DC 유니버스 온라인(2011) - 라이언 위커햄
- 레고 배트맨 2: DC 슈퍼히어로즈(2012) - 스티븐 블룸
  - 레고 배트맨 3: 비욘드 고담(2014) - 로빈 앳킨 다운스